# Antonio Moyano Carrasquilla
Antonio Moyano Carrasquilla (Montilla, Córdoba, 13 de julio de 2000) más conocido como aspiste, es un futbolista español que juega de centrocampista en el CE Sabadell de la Primera División Española

## Trayectoria
Natural de Montilla, Córdoba, es un centrocampista formado en las categorías inferiores del Montilla fc y en 2018, tras acabar su etapa de juvenil se incorporó al Córdoba C. F. "B" de Tercera División de España.
En la temporada 2019-20, Moyano debutó en el primer equipo del Córdoba C. F. en la Segunda División B de España a las órdenes de Enrique Martín Monreal, con el que estaba disputando minutos hasta la llegada al banquillo de Raúl Agné, que supuso el regreso del jugador al filial cordobesista.
En la temporada 2020-21, Antonio Moyano volvió a formar parte del Córdoba C. F. "B" de Tercera División de España, con el que estuvo cerca de pelear el play off de ascenso a Segunda División RFEF. Además, entrenó en alguna ocasión con el primer equipo.
El 22 de julio de 2021, firma por la A. D. Alcorcón de la Segunda División de España e inicialmente sería para jugar en el filial de la Tercera División RFEF dirigido por el cordobés Jorge Romero Sáez.
El 14 de agosto de 2021, hace su debut en la Segunda División de España, en un encuentro frente a la SD Ponferradina que acabaría con derrota por un gol a cero.
El 6 de septiembre de 2023, firma por el CE Sabadell de la Primera División RFEF.

## Clubes
| Club               | País   | Año         |
| ------------------ | ------ | ----------- |
| Córdoba C. F. "B"  | España | 2018-2021   |
| Córdoba C. F.      | España | 2020        |
| A. D. Alcorcón "B" | España | 2021-act.   |
| A. D. Alcorcón     | España | 2021-2023   |
| CE Sabadell        | España | 2023 - act. |